# 충돌기
충돌기는 입자가 충돌하도록 두 개의 반대 입자 빔을 충돌시키는 입자 가속기 유형이다.
충돌기는 입자를 매우 높은 운동 에너지로 가속하고 다른 입자에 영향을 주어 입자 물리학의 연구 도구로 사용된다. 이러한 충돌의 부산물 분석은 과학자들에게 아원자 세계의 구조와 그것을 지배하는 자연의 법칙에 대한 좋은 증거를 제공한다. 이것들은 높은 에너지에서 그리고 아주 짧은 시간 동안에만 명백해질 수 있으며, 따라서 다른 방법으로 연구하는 것이 어렵거나 불가능할 수 있다.
에너지가 높은 충돌기로 CERN의 대형 강입자 충돌기(Large Hadron Collider)가 있다.

## 같이 보기
- 입자 물리학의 입자 가속기 목록
- 대형 전자-양전자 충돌기
- 대형 강입자 충돌기
- 상대론적 중이온 충돌기
- 국제 선형 충돌기

## 참고 문헌
1. ↑  “보관된 사본”. 2022년 1월 21일에 원본 문서에서 보존된 문서. 2021년 6월 18일에 확인함.
2. ↑  Shiltsev, V. (2012). “High energy particle colliders: past 20 years, next 20 years and beyond”. 《Physics-Uspekhi》 55 (10): 965–976. arXiv:1205.3087. Bibcode:2012PhyU...55..965S. doi:10.3367/UFNe.0182.201210d.1033.
3. ↑  Shiltsev, V. (2015). “Crystal Ball: On the Future High Energy Colliders”. 《Proceedings of the European Physical Society Conference on High Energy Physics (EPS-HEP2015). 22–29 July 2015. Vienna》: 515. arXiv:1511.01934. Bibcode:2015ehep.confE.515S.